# Халубек, Йорг
Йорг Халубек (нем. Jörg Halubek; род. 27 ноября 1977, Беккум) — немецкий органист и клавесинист.
Учился в Штутгартской Высшей школе музыки у Юна Лауквика (орган) и во Фрайбургской Высшей школе музыки у Роберта Хилла (клавесин), затем совершенствовался в Базельской академии музыки. С 1999 года органист Гайсбургской церкви в Штутгарте. С 2003 года преподаёт клавесин и историческое исполнительство в Штутгартской консерватории, с 2005 года — орган в Высшей школе музыки Карлсруэ. В 2004 году стал победителем Международного конкурса имени Иоганна Себастьяна Баха в Лейпциге.
Записал ряд произведений Иоганна Себастьяна Баха и итальянского композитора XVII века Бернардо Стораче. В то же время Халубек не чужд и более современного репертуара: так, в 2007 году штутгартская балетная труппа поставила спектакль на музыку органного концерта Франсиса Пуленка в исполнении Халубека.